# Новосильцев, Николай Иванович
Николай Иванович Новосильцев (1848—1916) — калишский губернатор, сенатор.

## Биография
Сын корнета лейб-гвардии Кирасирского полка Ивана Николаевича Новосильцева родился в Царском Селе 9 (21) июля 1849 года. Мать, Мария Петровна, происходила из рода Кожиных.
После окончания 1-й Санкт-Петербургской гимназии сдал экзамен на производство в офицеры гвардии при 2-м Константиновском военном училище и 9 июля 1870 года был зачислен унтер-офицером в лейб-гвардии Преображенский полк; 2 октября 1871 года был произведён в прапорщики и с 19 июля 1872 года состоял адъютантом 2-го батальона; 13 апреля 1875 года произведён в подпоручики.
С февраля 1876 года он служил старшим сотником в Сибирском казачьем полку, затем был полковым адъютантом 1-го конного полка и ординарцем командующего войсками Туркестанского военного округа. С декабря 1879 года вновь служил в Преображенском полку; был произведён в штабс-капитаны и назначен командиром 8-й роты; с 1 сентября 1882 года — капитан.
В 1886 году, 15 января в Симеоновской церкви он обвенчался с Елизаветой Дмитриевной Оболенской, и 21 января вышел в отставку в чине гвардии полковника. Супруги поселились в имении Бельское Устье в Порховском уезде Псковской губернии. Только 1 сентября 1890 года он вернулся на службу — гражданскую, земским начальником 4-го участка Порховского уезда. Спустя год, 3 сентября 1891 года ушёл со службы. В январе 1892 года был избран кандидатом на должность порховского уездного предводителя дворянства, которым состоял граф С. А. Строгонов и дважды замещал его на этой должности в 1893—1894 годах, а с 7 мая 1894 года исполнял эту должность до новых выборов — почти два года; 3 марта 1895 года был утверждён губернским предводителем дворянства; 6 декабря 1899 года получил придворный чин гофмейстера, а спустя три месяца, 2 марта 1900 года — егермейстера.
В связи с избранием губернским предводителем дворянства Новосильцев переехал в Псков.  Здесь он стал членом Псковского археологического общества, а в 1898 году был избран его председателем. Усилиями Новосильцева были продолжены работы по открытию и сохранению фресок в Спасо-Преображенском соборе Мирожского монастыря.
В 1897—1903 годах Николай Иванович Новосильцев и его супруга указывались в числе четырёх директоров, возглавлявших вместе с председателем псковское отделение Императорского русского музыкального общества. Обладавшая красивым голосом, Елизавета Дмитриевна, выступала на музыкальных вечерах и благотворительных концертах общества. Она также с 1895 года возглавляла Женское благотворительное общество Святой Марии в Пскове, а с 1897 года была председательницей Совета и попечительницей Псковской общины сестёр милосердия Российского общества Красного Креста, за труды в котором была отмечена императрицей знаком отличия Красного Креста 2-й степени. Муж её младшей сестры Марии Дмитриевны, князь А. Г. Гагарин рядом с имением Новосильцевых в 1913 году построил усадьбу Холомки.
Высочайшим указом от 10 декабря 1902 года Н. И. Новосильцев был назначен Калишским губернатором с производством в действительные статские советники.
С 1 января 1913 года он был назначен к присутствию в Правительствующем сенате с производством в тайные советники.
Умер в ночь на 5 (18) ноября 1916 года. Был похоронен на кладбище Иоанновского монастыря на Карповке.

## Семья
Жена — Елизавета Дмитриевна Оболенская (1854—1921), дочь князя Д.А. Оболенского.

## Награды
- орден Св. Станислава 3-й ст. (16.01.1880)
- орден Св. Анны 3-й ст. (05.05.1883)
- орден Св. Владимира 3-й ст. (1896)
- орден Св. Станислава 1-й ст. (1904)
- орден Св. Анны 1-й ст. (1908)

Имел медали: «В память походов в Средней Азии 1863—1895 г.», «В память царствования императора Александра III» и «За труды по первой всеобщей переписи населения»